# Екатерина
Екатери́на — женское русское личное имя. По наиболее распространённой версии восходит к др.-греч. Αἰκατερίνη [ai̯kateˈriːnɛː] — «вечно чистая»; гр. καθαρή — «чистый, непорочный». В «Этимологическом словаре русского языка» Макса Фасмера версия о связи с Καθαρίνη отмечена как ошибочная. «Оксфордский словарь личных имён» указывает, что этимология имени Αἰκατερίνη остаётся неясной.
Распространённая разговорная форма имени — Катери́на, распространённая краткая форма — Ка́тя.

## Гипотезы о происхождении имени
Имя Αἰκατερίνη (Αἰκατερῖνα) связано с Екатериной Александрийской, — раннехристианской мученицей, пострадавшей за веру, по преданию, в правление императора Максимина Дазы (начало III века); она стала одной из самых почитаемых святых в христианской традиции. Первые сведения о святой относятся к довольно позднему времени — VI-VII векам; историческая достоверность святой Екатерины является предметом дискуссий. Её имя с ранних жизнеописаний стало интерпретироваться в контексте греческого понятия καθαρή («чистый»; в латинской транслитерации — katharon), что привело к появлению в латинских переводах имени фонемы -th-, изначально в имени отсутствовавшей (имя по латыни стало записываться Catharina). По другой гипотезе, этимология имени восходит к имени Гекаты (Ἑκάτη), — древнегреческой богини лунного света и покровительницы колдовства; однако, согласно «Оксфордскому словарю личных имён», предположение несостоятельно.

## История
На Руси имя Екатерина до середины XVII века относилось к редким именам. В переписи Москвы 1638 года упоминаются 441 женщина, из них 12 — носительницы имени, в основном — иностранки, проживавшие в Немецкой слободе. Популяризации имени способствовал царь Алексей Михайлович, назвавший именем Екатерина свою дочь, родившуюся в 1658 году. Незадолго до этого события царю якобы явилась во сне святая Екатерина Александрийская с вестью о рождении дочери; в честь её рождения государь повелел основать монастырь на том месте, где получил благую весть (см. Екатерининская пустынь). Таким образом, имя вошло в царский именник, что не могло не отразиться на его популярности. В то же время на росте симпатий к имени в России сказывалась и его очень высокая распространённость в Западной Европе в XVII веке. На рубеже XVII—XVIII веков частотность имени в городах составляла уже от 20 до 45 носительниц имени в тысяче учтённых.
Царевна Екатерина Алексеевна, — дочь Алексея Михайловича и сестра Петра I, в 1708 году стала восприемницей (крёстной матерью) Марты Скавронской, любовницы Петра (а в будущем жены, и после кончины мужа — царствующей императрицы), которая получила своё православное имя Екатерина как раз в честь сестры царя. Правление Екатерины I было недолгим (1725—1727), однако имя получило при этом самый высокий социальный статус. Дочь Петра I и Екатерины, Елизавета Петровна, пришла к власти в 1742 году и сразу же озаботилась вопросом о престолонаследнике. Поскольку своих детей у неё не было, императрица объявила своим преемником племянника (сына своей сестры Анны Петровны) Карла Петера Ульриха Гольштейн-Готторпского (будущего императора Петра III). Его привезли в Россию и перекрестили в православие под именем Петра Фёдоровича. В 1745 году Елизавета Петровна женила его на немецкой принцессе Софии Фредерике Августе Ангальт-Цербстской. Поскольку у императрицы был «свой» Пётр-наследник, она пожелала иметь и «свою» Екатерину в качестве его супруги — принцессу окрестили Екатериной Алексеевной (позднее — императрица Екатерина II). Таким образом Елизавета Петровна сознательно воспроизвела имена своих родителей в именах наследников российского престола.

## Распространённость
Правление Екатерины II, свергшей в 1762 году незадачливого мужа Петра III, было необычайно продолжительным (34 года) и в целом политически стабильным; его именовали «золотым веком Екатерины», имея в виду расцвет Российской империи. Имя Екатерина стало высоко популярным, во второй половине XVIII века оно — среди самых частых имён у дворянок. Так, в списке придворных дам и фрейлин за 1802 год (родившихся по большей части между 1750 и 1785 годами) имя — на второй позиции после имени Анна. Среди воспитанниц Смольного института второй половины XVIII — начала XIX века частотность имени составляла 113 на тысячу. Имя стало востребованным и в низших сословиях русского общества, хотя в XVIII веке его частотность в крестьянской или купеческой среде была значительно меньшей. Так, у крестьянок Можайского уезда она составляла 31 на тысячу, у крестьянок Краснослободского уезда — 34; у купчих Коломны — 30, у московских купчих — 46. Как отмечал В. А. Никонов, динамика имени во второй половине XVIII века была разнонаправленной в разных сословиях: если у дворянок частотность возрастала, то у крестьянок шла на убыль.
В XIX веке динамика частотности вновь изменилась; имя постепенно сменило свою социальную окраску, перейдя в категорию имён преимущественно простонародных (утвердившись в низших сословиях в разговорной форме Катерина). К концу XIX века оно стало одним из самых массовых женских имён, при этом редко встречающимся в дворянской среде. В Москве в период 1900—1909 годов, согласно данным А. Я. Шайкевича, имя Екатерина было на 4-м месте по популярности, его частотность составляла при этом 63 на тысячу.
На протяжении большей части XX века имя Екатерина не входило в категорию модных имён. По сведениям, собранным А. В. Суперанской и А. В. Сусловой по именам новорождённых в Ленинграде за несколько десятилетий, частотность имени имела угасающую динамику до 1960-х годов. Если в 1920-е—1930-е годы частотность составляла 35 на тысячу, то у родившихся в 1940-е—1950-е годы — 9. Статистика, подготовленная В. А. Никоновым по нескольким регионам центральной России об именах новорождённых в 1961 году, показывает, что имя в начале 1960-х чаще встречалось у сельчан, нежели у горожан. В городах частотность была скромной и колебалась от 2 (в Курске и Ульяновске) и 3 (во Владимире, Калуге и Пензе) до 4 и 7 на тысячу (в Тамбове и Костроме). В сельских районах Костромской и Курской областей отмечались максимальные значения частотности — 12 и 20; однако в сельских районах ряда областей — Ульяновской, Самарской, Тамбовской и Калужской — фиксировались такие же низкие показатели частотности, как и в городах: 2, 3, 4 и 6, соответственно.
Былая популярность к имени вернулась в 1970-е—1980-е годы. Как отмечали Суперанская и Суслова, частотность имени Екатерина в 1980-е годы в Ленинграде регистрировалась на очень высоком уровне — 92 на тысячу; что дало основания включить его в категорию имён массового распространения. В Москве в период 1978—1981 годов имя было на 10-м месте среди наиболее востребованных имён; его частотность при этом достигла 42. Нарастающее увлечение именем сделало его вновь одним из самых массовых женских имён. Так, в Ярославле в 1991—1994 годах имя в одном из районов города оказалось на 1-м месте среди имён новорождённых с частотностью 179; в другом районе города частотность была 86.
В 2000-е годы ситуация в целом не изменилась. В Москве, например, в 2005 году частотность имени фиксировалась на уровне 47; это позволило имени стать пятым в списке самых модных имён (большие значения показывали имена Анастасия, Мария, Анна, Дарья). В 2006 и 2007 годах имя в столице занимало 7-ю строчку рейтинга. В Санкт-Петербурге в 2005—2007 годах имя фиксировалось на 6-й позиции списка популярных имён новорождённых (в 2008—2009 позиция имени понижалась с каждым годом на один пункт). В Хабаровском крае в 2009 году имя также было в числе массовых: его частотность достигла 35, что обеспечило ему 6-е место среди самых модных имён.

## Именины
- Православные именины (даты приводятся по григорианскому календарю)[20]: 5 февраля, 8 февраля, 17 февраля, 20 марта, 7 декабря, 17 декабря.
- Католические именины[21]: 2 января, 22 января, 1 февраля, 2 февраля, 10 февраля, 21 февраля, 3 марта, 9 марта, 24 марта, 5 апреля, 17 апреля, 29 апреля, 30 апреля, 5 мая, 4 июля, 15 сентября, 21 сентября, 25 ноября, 31 декабря.